# Madejski Stadium
Madejski Stadium je ime stadiona v Readingu, Berkshire, Anglija, Združeno kraljestvo.

## Pregled
Na stadionu sta »doma« nogometni klub Reading Football Club in ragbijski klub London Irish. Stadion je bil odprt 22. avgusta 1998. Prva odigrana nogometna tekma na stadionu je bila tekma domačega kluba proti klubu Luton Town. Zmagali so domači s 3:0. Prvi gol na stadionu je zabil domači nogometaš Grant Brebner. Stadion se imenuje po predsedniku kluba Reading F.C. Johnu Madejkemu.

## Tribune

### Severna tribuna
Tribuna domačih navijačev.

### Južna tribuna
Južna tribuna sprejme 2.327 gledalcev in je rezervirana za gostujoče navijače.

### Vzhodna tribuna
Vzhodna tribuna se nahaja nasproti tunela za igralce in direktorjeve lože.

### Zahodna tribuna
Na sredini tribune se nahaja vhod v tunel, nad njim pa so lože za visoke goste ter loža direktorja. Tribuna ima dve etaži.

## Obisk

### Premier League
Povprečno:
- 2006-07: 23.829

Skupaj:
- 2006-07: 452.758 - na 14. mestu Premier League

Največji obisk:
- 2006-07: 24.135 - 19. januarja 2008 na tekmi proti klubu Manchester United FC

### Guinness Premiership
Največji obisk
- 2007-08: 23.700 - 16. marca 2008 na tekmi proti klubu London Wasps[2]